# Lodoïs de Martin du Tyrac, Comte de Marcellus
Lodoïs de Martin du Tyrac, Comte de Marcellus, eigentlich  Marie-Louis Jean André Charles De Martin du Tyrac, Comte de Marcellus (* 19. Januar 1795; † 28. April 1861) war ein französischer Diplomat und Gräzist.

## Leben
Marie-Louis Jean André Charles De Martin du Tyrac, genannt Lodoïs, war der vierte Comte de Marcellus, Lot-et-Garonne, Guyenne. Geboren wurde er auf dem Château de Marcellus als Sohn des Comte Marie-Louis Auguste de Martin du Tyrac de Marcellus. Von 1815 bis 1820 war er Botschaftssekretär in Konstantinopel. 1820 sorgte er dafür, dass die Venus von Milo nicht auf ein türkisches Schiff gelangte, sondern nach Frankreich gebracht wurde. Er wurde Erster Botschaftssekretär in London unter Chateaubriand (1821) und chargé d’affaires unter derselben Regierung (1822).
Am 30. Mai 1824 heiratete er in Paris Valentine de Forbin, die Tochter des Comte de Forbin, des Generaldirektors der Königlichen Museen. Sie erhielten das Château d’Audour in Dompierre-les-Ormes. In diesem Schloss empfingen sie den Maler François-Marius Granet, der dort seine Memoiren schrieb. Das Paar hatte keine Nachkommenschaft, so dass der Titel des Comte de Marcellus auf seinen Neffen Cyprien de Martin du Tyrac de Marcellus (1831–1906) überging.
1824 war er Sondergesandter in Madrid, dann Gesandter am Hof von Lucca (1826–1829). 1829 wurde ihm die Stelle eines Untersekretärs im Außenministerium von Jules de Polignac vorgeschlagen, doch er lehnte sie nach reiflicher Überlegung ab. 
Während der Julimonarchie 1830 zog er sich aus dem öffentlichen Leben zurück und widmete sich bis zu seinem Tod der Schriftstellerei. Dazu gehören Reiseerinnerungen, eine Arbeit zum griechischen Volkslied, Politisches und Diplomatisches sowie die philologische Beschäftigung mit den Dionysiaka des Nonnos von Panopolis und mit der Paraphrase des Johannes-Evangeliums, die Nonnos zu der Zeit zugeschrieben wurde.
Er starb 1861 und wurde in der Kirche von Marcellus beigesetzt. Seine Gattin überlebte ihn um 25 Jahre und empfing weiterhin Künstler im Schloss von Audour, so etwa den Dichter Alphonse de Lamartine. Dort wurde sie auch beigesetzt.

## Schriften (Auswahl)
Marcellus veröffentlichte meist unter dem Titel Le Comte de Marcellus (bis zum Jahr 1841, dem Todesjahr seines Vaters, unter dem Titel Le Vicomte de Marcellus) und der Präzisierung Ancien ministre plénipotentiaire.
- Souvenirs de l’Orient, 1839, 2 vol. in-8°, 1853, in-18
- Vingt jours en Sicile, 1851, 2 vol. in-8°
- Chant du peuple en Grèce, 1851, 2 vol. in-8°
- Politique de la Restauration en 1822–1823, 1853
- Les Dionysiaques, de Nonnos de Panopolis, griechischer Text und Übersetzung, 1855, gr. in-4°; lediglich Übersetzung, 1856, 1 vol. in-32°
- Souvenirs diplomatiques, 1858, in-8°
- Châteaubriand et son temps, 1859, in-8°
- Paraphrase de l'Evangile de Jean, par Nonnos de Panopolis. Griechischer Text 1861, französische Übersetzung 1861 (beides posthum veröffentlicht)

## Galerie

Wappen der Comtes de Marcellus
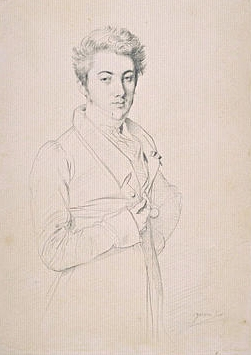
Porträt durch Ingres aus dem Jahr 1825
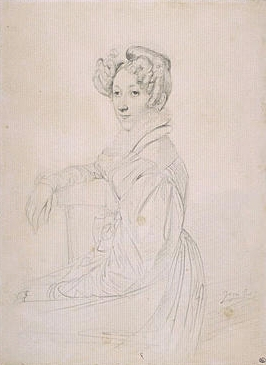
Porträt seiner Gattin durch Ingres

| Personendaten    | Personendaten                                                                           |
| ---------------- | --------------------------------------------------------------------------------------- |
| NAME             | Martin du Tyrac, Lodoïs de, Comte de Marcellus                                          |
| ALTERNATIVNAMEN  | Comte de Marcellus; Marie-Louis Jean André Charles De Martin du Tyrac (wirklicher Name) |
| KURZBESCHREIBUNG | französischer Diplomat und Gräzist                                                      |
| GEBURTSDATUM     | 19. Januar 1795                                                                         |
| STERBEDATUM      | 28. April 1861                                                                          |